# Lindgrenska varmbadhuset
Lindgrenska varmbadhuset var ett badhus vid Surbrunn, på platsen för nuvarande korsningen av Kungsgatan och Ingenjörsgatan, i centrala Göteborg 1802-1835.
Det var den tidigare arbetsledaren vid Trollhätte kanalbyggnad, frimuraren och kaptenen Anders Lindgren (1754-1833) som hade byggt sig ett hus i närheten av den gamla surbrunnen, och som år 1802 öppnade det första varmbadhuset i Göteborg. Badet hade fyra kar. Ännu i början av 1900-talet fanns resterna av huset kvar i den Lindgrenska trädgården.
Redan 1628 erbjöds möjligheten att bada "under tak" i Göteborg, och 1630 inrättades ett Stadzbadeeembete där Wolter Abrichtsson blev den förste innehavaren.